# Castronuño
Castronuño ist eine nordspanische Stadt und eine Gemeinde (municipio) mit 767 Einwohnern (Stand: 2024) in der Provinz Valladolid in der autonomen Region Kastilien-León.

## Lage
Castronuño liegt in der kastilischen Hochebene in einer Höhe von etwa 700 m am Duero. Die Provinzhauptstadt Valladolid befindet sich gut 50 km (Fahrtstrecke) nordöstlich. Das Klima im Winter ist durchaus kalt, im Sommer dagegen warm bis heiß; die spärlichen Regenfälle (ca. 433 mm/Jahr) fallen verteilt übers ganze Jahr.

## Bevölkerungsentwicklung
| Jahr      | 1970 | 1981 | 1991 | 2001 | 2011 | 2021 |
| Einwohner | 1662 | 1505 | 1227 | 1065 | 984  | 825  |

Der deutliche Bevölkerungsanstieg im 20. Jahrhundert ist im Wesentlichen auf die Zuwanderung aus den ländlichen Gebieten in der Umgebung zurückzuführen (Landflucht).

## Sehenswürdigkeiten
- Marienkirche (Iglesia de Santa María del Castillo)

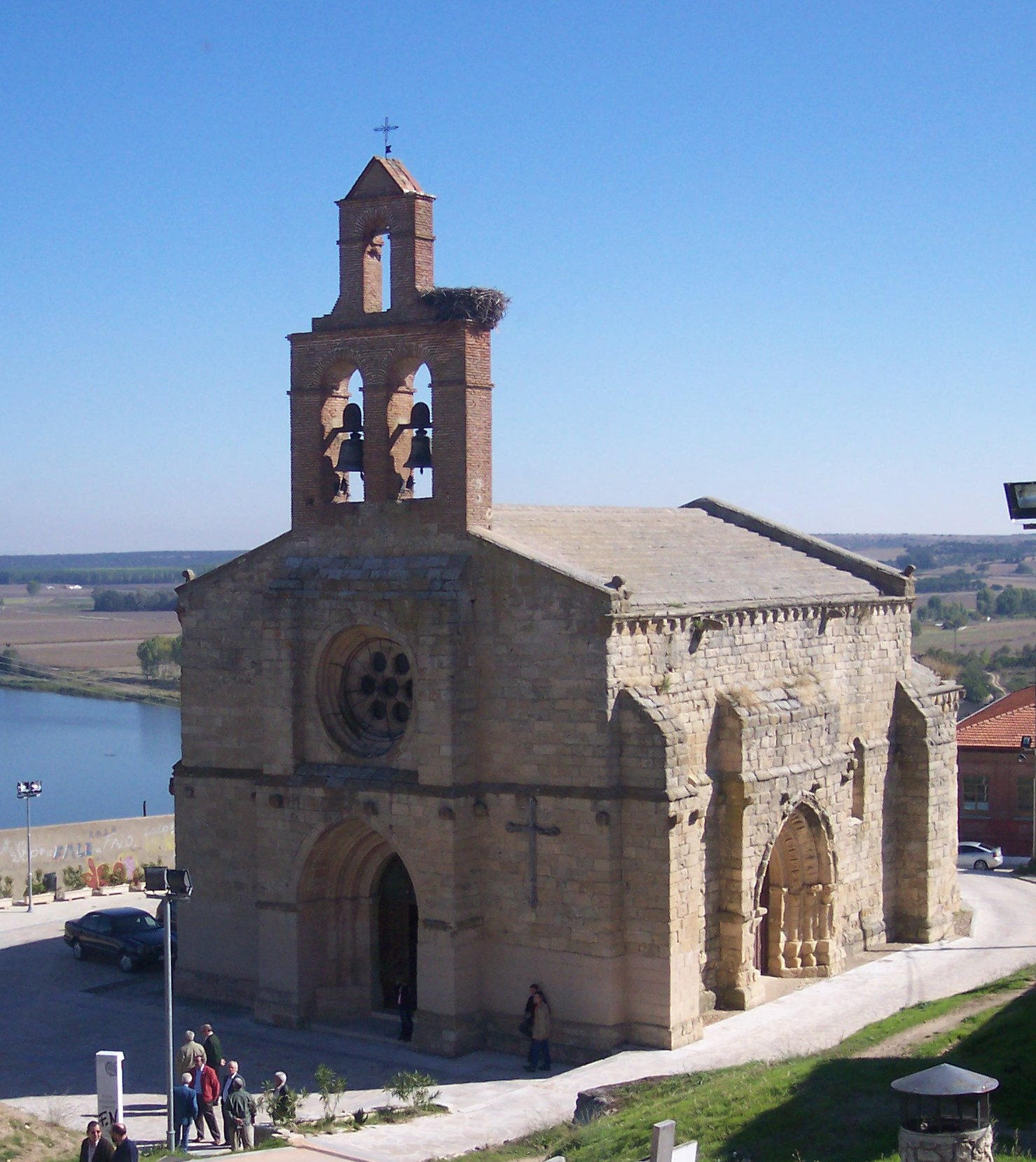
Marienkirche

## Persönlichkeiten
- Francisco González Hernández (* 1952), Apostolischer Vikar von Puerto Maldonado (2008–2015), Titularbischof von Thuccabora
- Isidoro Hornillos (* 1957), 400m-Läufer, Olympiateilnehmer (1980)